# Etničke grupe Cipra
Etničke grupe Cipra, 864.000 stanovnika
- Angloamerikanci 1.900
- Armenci	8.100
- Asirci	100
- Britanci	13.000
- Bugari	2.600
- Ciparski Grci	566.000
- Ciparski Maroniti	7.100
- Ciparski Turci	184.000
- Filipinci	3.500
- Grci 19.000
- Indijci	1.400
- Libanonski Arapi 16.000
- Rumunji	1.900
- Rusi	5.400
- Singalezi	5.300
- Sirijski Arapi	1.500
- Ukrajinci	1.400
- grčki Židovi	200